# 무성 구개수 마찰음
무성 구개수 마찰음(無聲口蓋垂摩擦音)은 자음의 하나로 목젖에서 조음되는 무성 마찰음이다.

## 발음의 예
- 독일어: /a, o, u/ 뒤의 ch에서 이 소리가 난다. 때로는 무성 연구개 마찰음으로도 발음된다.
- 웨일스어: ch에서 이 소리가 난다.
- 추바시어: х에서 이 소리가 난다.
- 우즈베크어: x에서 이 소리가 난다.
- 이디시어: 히브리 문자 표기의 כ ך , 라틴 문자 표기의 kh에서 이 소리가 난다.
- 츠와나어: g에서 이 소리가 난다.

## 같이 보기
- 유성 구개수 마찰음